# Maltese First Division 1914/1915
Soutěžní ročník Maltese First Division 1914/15 byl 5. ročníkem Maltese First Division, nejvyšší maltské fotbalové ligy. Soutěž byla v této sezóně zúžena ze 7 na 6 účastníků. Šampionem se poprvé v historii stala Valletta United.

## Tabulka
| Poř. | Tým               | Z | V | R | P | VG | OG | B |
| ---- | ----------------- | - | - | - | - | -- | -- | - |
| 1.   | Valletta United   | 5 | 4 | 1 | 0 | 15 | 0  | 9 |
| 2.   | Ħamrun Spartans   | 5 | 3 | 1 | 1 | 11 | 1  | 7 |
| 3.   | Sliema Wanderers  | 5 | 3 | 0 | 2 | 10 | 6  | 6 |
| 4.   | Cottonera         | 5 | 2 | 1 | 2 | 7  | 2  | 5 |
| 5.   | Msida Rangers     | 5 | 1 | 1 | 3 | 4  | 3  | 3 |
| 6.   | Vittoriosa Rovers | 5 | 0 | 0 | 5 | 0  | 35 | 0 |

|  | Vítěz ligy |